# Dragon Ball Z : Le Plan d'éradication des Super Saïyens
Dragon Ball Z : Le Plan d'éradication des Super Saïyens (ドラゴンボールZ外伝 サイヤ人絶滅計画, Doragon bōru zetto gaiden: Saiyajin zetsumetsu keikaku) est un OAV japonais sorti en août 1993 au Japon, produit par Bandaï, servant de solution au jeu vidéo éponyme, paru en août 1993 et destiné à la console Famicom. Jamais diffusé en France, un remake de 30 minutes est inclus dans le jeu Dragon Ball: Raging Blast 2, en VOSTFR seulement. L'OAV sera finalement doublé en français en 2018.

## Synopsis
Le film raconte la vengeance du Dr Raichi, du peuple Tsuful, sur les Saiyans (ces derniers ayant été accueillis par les Tsufuls sur leur planète avant de se rebeller et d'exterminer tous les Tsufuls).
La menace se présente d'abord sous forme de gaz, le Destron Gaz, qui se répand sur Terre à l'aide de machines que Son Goku, Vegeta, Son Gohan, Trunks et Piccolo détruiront.
Ensuite, ils auront affaire aux fantômes, les Ghost Senshi, de Freezer, Cooler, Thalès et Slug, puis au Dr Raichi lui-même, qui, avant de mourir, mutera en Hatchiyack, redoutable monstre rouge.

### Fins alternatives
Dans la version Playdia du jeu, plusieurs fin alternatives sont proposées, dont :
- Son Goku utilise un parchemin pour vaincre le Dr Raichi[1].
- Son Goku utilise une version améliorée du Genki Dama, intitulée Super Genki Dama sur "super Hatchiyack"[2].
- Son Goku s'introduit dans "Hatchiyack Géant" et détruit son noyau central.

## Fiche technique

### 1993
- Titre original : ドラゴンボールZ外伝 サイヤ人絶滅計画 (Doragon bōru zetto gaiden: Saiyajin zetsumetsu keikaku)
- Titre français traduit : Dragon Ball Z : Le Plan d'anéantissement des Saiyans
- Réalisation : Shigeyasu Yamauchi
- Scénario : Takao Koyama, adapté du manga Dragon Ball d'Akira Toriyama
- Musique : Keiju Ishikawa
- Pays d'origine :  Japon
- Langue originale : japonais
- Format : couleur
- Genre : aventure, fantastique
- Durée : 26 minutes (deux épisodes)
- Date de sortie : août 1993

### 2010
- Titre original : ドラゴンボール　超サイヤ人絶滅計画 (Doragon bōru: Sūpā Saiya-jin zetsumetsu keikaku)
- Titre français : Dragon Ball Z : Le Plan d'éradication des Super Saïyens
- Réalisation : Yoshihiro Ueda
- Scénario : Hitoshi Tanaka, adapté du manga Dragon Ball d'Akira Toriyama
- Musique : Hiroshi Takaki
- Pays d'origine :  Japon
- Langue originale : japonais
- Format : couleur
- Genre : aventure, fantastique
- Durée : 30 minutes
- Dates de sortie :
  - Japon : 11 novembre 2010
  - France : 20 juin 2018[3],[4] (sorti directement en DVD et Blu-ray en VF et VOSTFr)

## Doublage
| Personnages         | 1993            | 2010            | 2010               |
| Personnages         | Voix japonaises | Voix japonaises | Voix françaises    |
| ------------------- | --------------- | --------------- | ------------------ |
| Son Goku            | Masako Nozawa   | Masako Nozawa   | Patrick Borg       |
| Thalès              | Masako Nozawa   | Masako Nozawa   | Patrick Borg       |
| Son Gohan           | Masako Nozawa   | Masako Nozawa   | Brigitte Lecordier |
| Vegeta              | Ryō Horikawa    | Ryō Horikawa    | Éric Legrand       |
| Trunks              | Takeshi Kusao   | Takeshi Kusao   | Mark Lesser        |
| Piccolo             | Toshio Furukawa | Toshio Furukawa | Philippe Ariotti   |
| Freezer             | Ryūsei Nakao    | Ryūsei Nakao    | Philippe Ariotti   |
| Cooler              | Ryūsei Nakao    | Ryūsei Nakao    | Philippe Ariotti   |
| Dr Raichi           | Shinji Ogawa    | Hiroshi Iwasaki | Marc Bretonnière   |
| Hatchiyack          | Yūsaku Yara     | Hideo Ishikawa  | Marc Bretonnière   |
| Slug                | Yūsaku Yara     | Tetsu Inada     | Antoine Nouel      |
| Goddogadon, monstre | Hisao Egawa     |                 |                    |
| Bulma               | Hiromi Tsuru    | Hiromi Tsuru    | Céline Monsarrat   |
| Chichi              | Naoko Watanabe  | Naoko Watanabe  | Anouck Hautbois    |
| Dendé               | Tomiko Suzuki   | Aya Hirano      | Marie Giraudon     |
| Mr Popo             | Toku Nishio     | Yasuhiko Kawazu |                    |
| Monsieur Brief      | Jōji Yanami     | Ryōichi Tanaka  | Marc Bretonnière   |
| Maître Kaio         | Jōji Yanami     | Naoki Tatsuta   | Gilbert Levy       |
| le narrateur        | Jōji Yanami     | Naoki Tatsuta   | Michel Ruhl        |

Source : version française (VF) selon le carton du doublage français sur le DVD zone 2.

## Autour de l'OAV
En 2010, un remake de l'OAV, exclusivement en VOSTFr est incluse dans le jeu vidéo Dragon Ball: Raging Blast 2 et est nommée Dragon Ball : Le Plan d'éradication des Super Saiyans,. 

Bien que dans les grandes lignes, le scénario soit le même que la version de 1993, il a quelques différences :
- L'OAV est plus court (30 min, contre quasiment 1h pour la version de 1993)
- L'apparence du Docteur Raichi change, il a deux longues moustaches dans la version originale, une grosse barbe dans le remake. Il en va de même pour Hatchiyack, qui a des orbes verts sur le corps au lieu de bleu.
- Dans la version de 1993, Son Goku et les autres doivent d'abord détruire 4 machines de Destron Gaz à différents endroit, tout en affrontant des monstres, puis une cinquième en pleine ville, avant d'affronter les fantômes de Freezer et des autres. Dans le remake de 2010, ils se rendent directement à la machine de la ville et affrontent de suite Freezer et sa bande.

Un DVD contenant l'OAV ainsi que le TV special d'animation Dragon Ball : Épisode de Bardock est ensuite sorti avec le magazine Saikyō Jump le 3 février 2012 au Japon.
En juin 2016, le comédien Philippe Ariotti (voix de Freezer) annonce que l'OAV, titré en français Dragon Ball Z : Le Plan d'éradication des Super Saiyans et le TV special auront droit à leur version française,
En avril 2018, la société de distribution Kazé Anime annonce la sortie du coffret DVD collector, intitulé Golden Box, réunissant bien l'OAV et le TV special avec les deux derniers films, Battle of Gods et La Résurrection de ‘F’, le tout en version française,. Ainsi l'OAV, sera disponible près de vingt-trois ans après sa sortie au Japon.